# بيتر إرنست وايلد
بيتر إرنست وايلد (بالإستونية: Peter Ernst Wilde)‏ هو طبيب وصحفي إستوني، ولد في 24 أغسطس 1732، وتوفي في 28 ديسمبر 1785.